# Мерониці (гміна Малогощ)
Мерониці (пол. Mieronice) — село в Польщі, у гміні Малогощ Єнджейовського повіту Свентокшиського воєводства.
Населення — 576 осіб (2011).
У 1975-1998 роках село належало до Келецького воєводства.

## Демографія
Демографічна структура на день 31 березня 2011 року:
|          | Загалом | Допрацездатний вік | Працездатний вік | Постпрацездатний вік |
| -------- | ------- | ------------------ | ---------------- | -------------------- |
| Чоловіки | 294     | 69                 | 190              | 35                   |
| Жінки    | 282     | 65                 | 159              | 58                   |
| Разом    | 576     | 134                | 349              | 93                   |